# Ex Poveglia
Ex Poveglia (propriamente ex batteria Poveglia) detta anche Forte di Mezzo è un'isola (3.869 m²) della Laguna Veneta. Situata sul canale Re di Fisolo, era una delle otto Batterie che difendevano la città e per questo sede di un fortino.
Una semplice installazione militare su palafitte doveva essere già presente sin dai tempi della Serenissima e fu ricostruita durante le amministrazioni austriaca e italiana.
Il complesso era costituito da due costruzioni di forma semicircolare con casermetta, polveriere, profili e una scogliera artificiale a scopo difensivo.
Durante il primo conflitto mondiale vi furono alloggiate delle batterie contraeree.
Attualmente l'isola, di proprietà privata, è in completa decadenza